# Maoridiamesa harrisi
Maoridiamesa harrisi är en tvåvingeart som beskrevs av Félix Pagast 1947. Maoridiamesa harrisi ingår i släktet Maoridiamesa och familjen fjädermyggor. Inga underarter finns listade i Catalogue of Life.